# Norma Murabito
Norma Murabito (Taormina, 12 ottobre 1987) è una canoista italiana.

## Carriera
Nata a Taormina, in provincia di Messina, nel 1987, a 19 anni, nel 2006, è stata tesserata dalla Canottieri Aniene. A 24 anni ha partecipato ai Giochi Olimpici di Londra 2012, nel K1 200 metri, uscendo in batteria con il tempo di 43"820, arrivando settima (passavano in semifinale le prime sei). L'anno successivo ha vinto l'argento ai Giochi del Mediterraneo a Mersin, in Turchia, sempre nel K1 200 metri, chiudendo in 42"158, dietro soltanto alla slovena Špela Ponomarenko Janić. Nel 2017 è stata insignita della medaglia di bronzo al valore atletico.

## Palmarès
- Giochi del Mediterraneo

Mersin 2013: argento nel K1 200 metri.